# Liselotte Landbeck
Liselotte Landbeck, née le 13 janvier 1916 à Vienne et décédée le 15 février 2013 à Quintal, était une patineuse artistique et une patineuse de vitesse autrichienne.

## Biographie

### Carrière sportive
Elle participe pour l'Autriche à l'épreuve dames de patinage artistique aux Jeux olympiques de 1936 à Garmisch-Partenkirchen, terminant quatrième. Elle est sixième des Championnats du monde de patinage artistique 1933 et troisième des Championnats du monde de patinage artistique 1934. Elle est aussi médaillée d'argent aux Championnats d'Europe de patinage artistique 1934 et 1935 et double championne d'Autriche (en 1934 et 1935).
En patinage de vitesse, elle s'illustre en remportant le premier Championnat du monde féminin (non officiel) en 1933.

### Vie privée
Elle se marie en 1935 avec le patineur artistique belge Robert Verdun. Il est révélé en 2011 qu'elle aurait eu une aventure amoureuse avec le roi Léopold III de Belgique, père de sa fille, Ingeborg Verdun.

## Palmarès
| Compétitions en individuelle | 1932 | 1933 | 1934 | 1935 | 1936 |  |  |  |  |  |  |  |  |  |  |
| Jeux olympiques d'hiver      |      |      |      |      | 4e   |  |  |  |  |  |  |  |  |  |  |
| Championnats du monde        |      | 6e   | 3e   |      |      |  |  |  |  |  |  |  |  |  |  |
| Championnats d’Europe        | 5e   | 6e   | 2e   | 2e   | 4e   |  |  |  |  |  |  |  |  |  |  |
| Championnats d'Autriche      | 5e   | 2e   | 1re  | 1re  |      |  |  |  |  |  |  |  |  |  |  |
|                              |      |      |      |      |      |  |  |  |  |  |  |  |  |  |  |